# عبدالجبار دلدار
عبدالجبار دلدار (زاده ۱۳۲۷ در اهواز) کارگردان و فیلم‌نامه‌نویس اهل ایران است.

## فیلم‌شناسی
| سال  | فیلم          | نویسنده | کارگردان |
| ---- | ------------- | ------- | -------- |
| ۱۳۷۰ | سهند دریا     | آری     | آری      |
| ۱۳۸۶ | ماهیگیر کوچک  | آری     | آری      |
| ۱۳۹۰ | بزرگ مرد کوچک | آری     |          |
| ۱۳۹۳ | تا آمدن احمد  | آری     |          |
| ۱۳۹۵ | چهل کچل       | آری     |          |